# Копетон гренадський
Копето́н гренадський (Myiarchus nugator) — вид горобцеподібних птахів родини тиранових (Tyrannidae). Мешкає на Навітряних островах.

## Поширення і екологія
Гренадські копетони поширені на островах Гренади та Сент-Вінсенту і Гренадин. Вони живуть в тропічних лісах і чагарникових заростях на висоті до 900 м над рівнем моря.